# دهائوا
دهائوا (به لاتین: Dhaoa) یک روستا در بنگلادش است که در استان باریسال و در ناحیه پیروج‌پور واقع شده‌است.